# 保羅·阿德爾施泰因
保羅·阿德爾施泰因（Paul Adelstein，1969年4月29日—）是美國的一位演員。他最著名的作品包括在福斯廣播公司電視劇《越獄風雲》中飾演保羅·凱勒曼（Paul Kellerman），在ABC電視劇《私人診所》中飾演Cooper Freedman。他出生在芝加哥。